# K2-155d
K2-155d є потенційно придатною для існування життя Суперземлею у системі K2-155. Це найвіддаленіша планета з трьох відомих планет, що обертаються навколо К2-155, яскрава червона карликова зірка в сузір'ї Тельця. Це одна з 15 нових екзопланет навколо зірок червоних карликів, виявлених японським астрономом Теруюкі Хірано з Токійського технологічного інституту та його команди. Команда використовувала дані космічного телескопа Кеплер (NASA) під час розширеної місії K2 «Second Light». K2-155d обертається поблизу придатної до життя зони своєї системи і має потенціал для існування рідкої води на її поверхні.